# Zuiderwoude

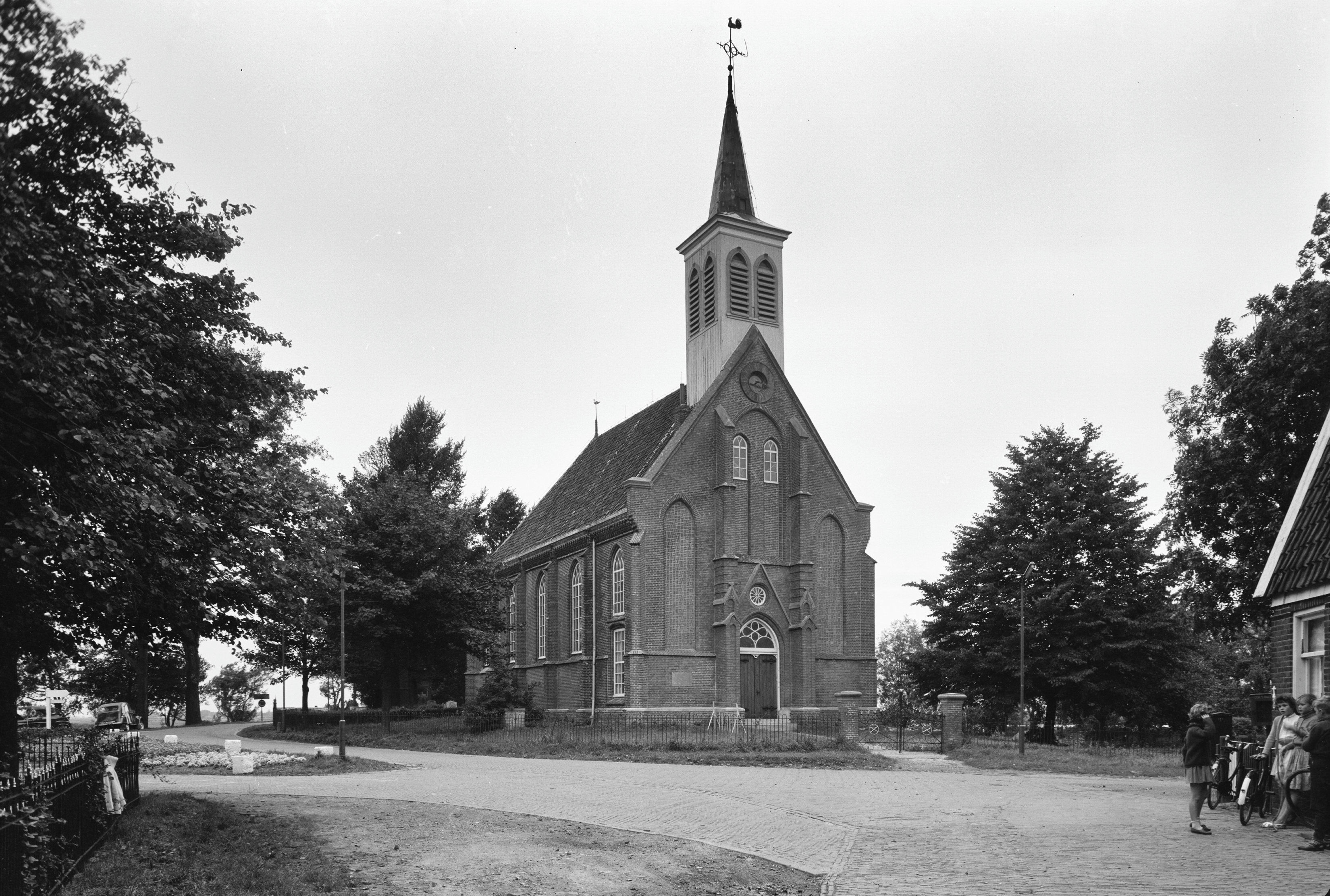
De Kerk van Zuiderwoude; 1964.

Zuiderwoude is een dorp in de gemeente Waterland in de Nederlandse provincie Noord-Holland. Het dorp telde in 2023 330 inwoners in 110 woningen, bebouwing buiten de dorpskom inbegrepen.

## Geschiedenis
Het veengebied rond het dorp werd in de 11e eeuw ontgonnen. Het is als ontginningsdorp ontstaan en het oudste dorp van de gemeente Waterland en mogelijk een van de oudste dorpen van Noord-Holland. In de 12e eeuw ging veel land verloren door uitbreiding van de Zuiderzee, waarna het gebied werd omdijkt met de Waterlandse Zeedijk. Oudere vermeldingen waren: 1340 Zuderwout, 1342 Zuderwoude, 1352 Zuiderwoude, 1358 Suyderwoude, 1494 Zuyrwoude, 1573 Zuider woude, 1745 Suyderwoudt.
Zuiderwoude vormde samen met Uitdam in 1628 een heerlijkheid, tot de beide dorpen in 1811 bij de gemeente Broek in Waterland werden gevoegd, die vervolgens in 1991 is opgegaan in de gemeente Waterland.
In de 16e en 17e eeuw maakte Zuiderwoude een bloeiperiode door, met veel nijverheid en internationale handel. In de 18e eeuw raakte de economie in het slop, onder meer door een veeziekte en door protectionistisch handelen van Amsterdam. Het dorp had lang een geïsoleerde ligging tussen het waterige land, in 1933 werd het beter bereikbaar toen er een nieuwe straatweg naar Broek in Waterland werd aangelegd.
Centraal in het dorp staat de kerk. Er zou op de plek van de huidige kerk al in de 11e eeuw een kapel hebben gestaan, die in 1573 verloren ging bij een aanval van Spaanse troepen. In 1624 werd een nieuwe kerk gebouwd, die echter in 1714 bij brand grotendeels verwoest werd. Het duurde tot 1877 eer een volgende kerk werd gebouwd. Dat gebouw staat er nu nog steeds; het werd in 2004 gerenoveerd en is in gebruik bij de hervormde gemeente.

## Monumenten
Een deel van Zuiderwoude is een beschermd dorpsgezicht.

## Geboren in Zuiderwoude
- Abraham Groenewoud (1690-1762), arts en dichter, schrijver van enkele kluchten tegen het drinken van thee.[7]

## Afbeeldingen

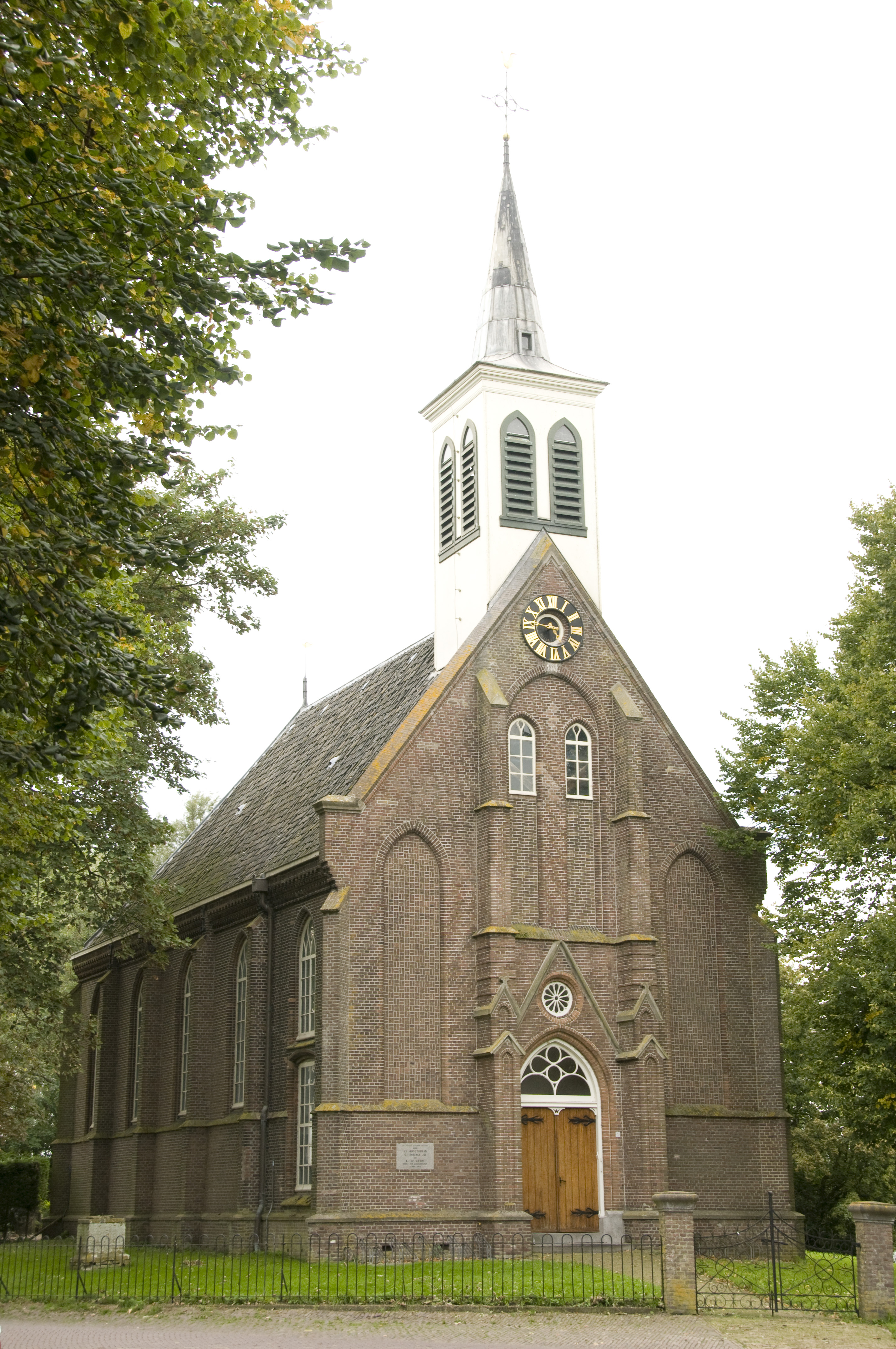
Kerk van Zuiderwoude.
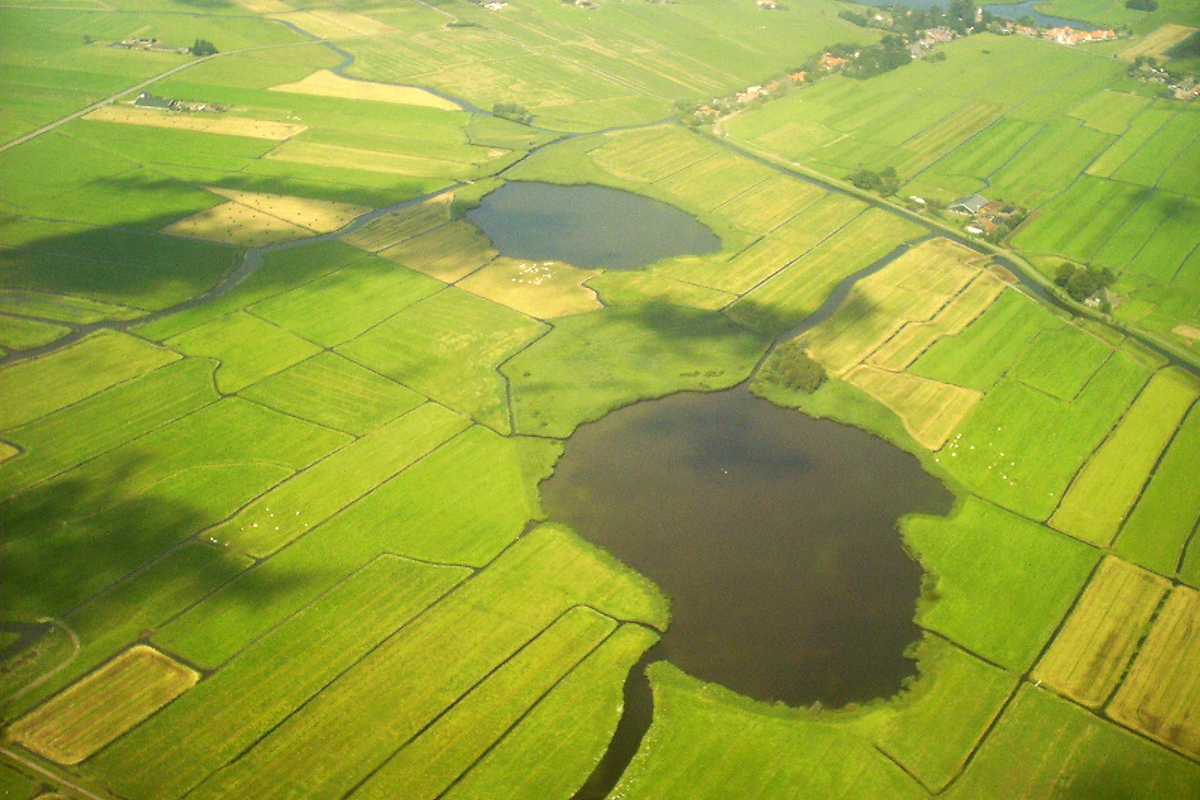
Kleine Meer en Groote Meer nabij Zuiderwoude.
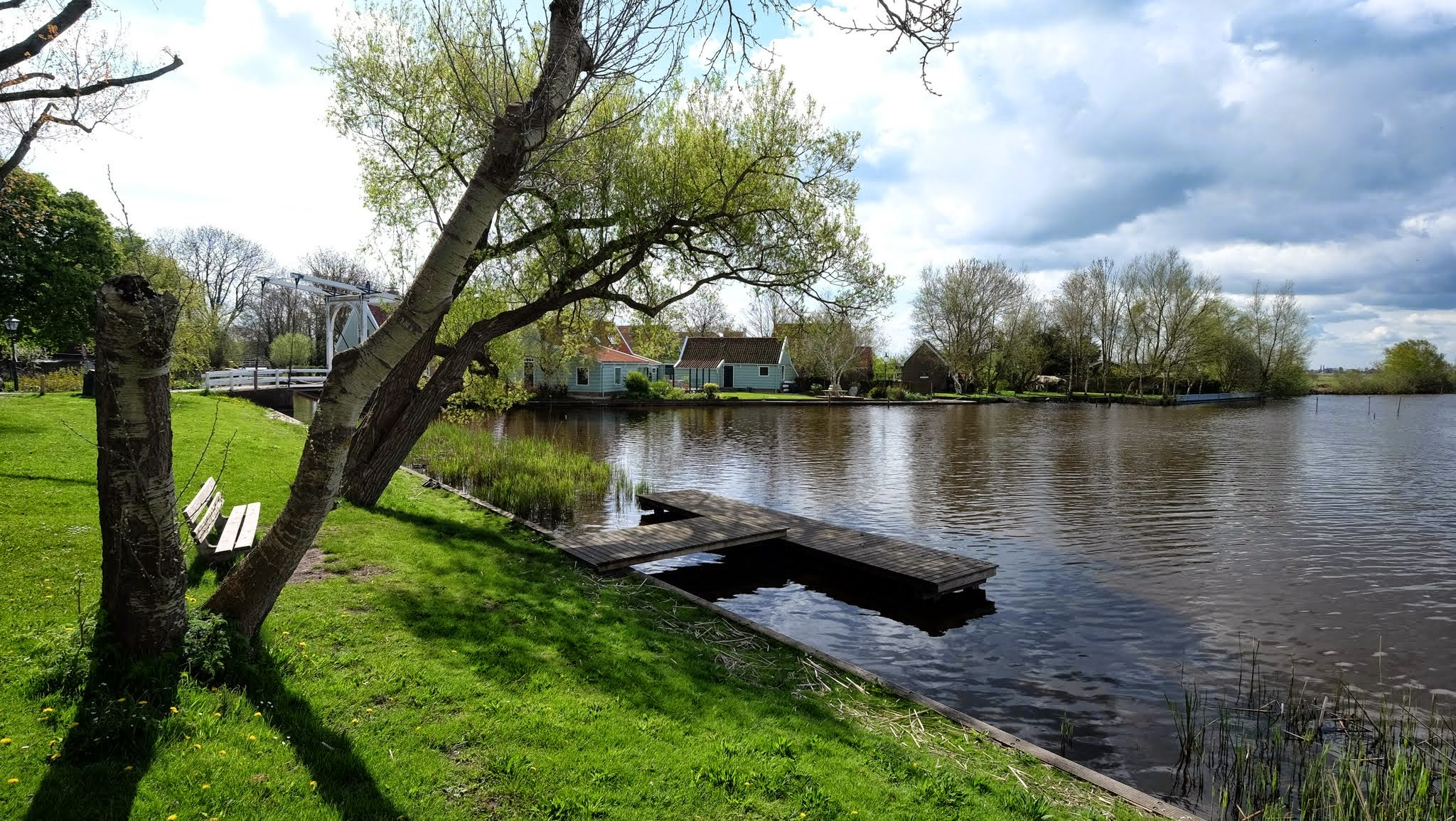
Gezicht op het dorp Zuiderwoude; 2015.

Stad: Monnickendam

Dorpen en gehuchten: Broek in Waterland · Ilpendam · Katwoude · Marken · Purmer (De Purmer) (deels) · Uitdam · Watergang · Zuiderwoude

Buurtschappen: Achterdichting · De Kets · Grotewerf · Havenbuurt · Het Schouw (deels) · Kerkbuurt · Minnebuurt · Moeniswerf · Overleek · Rozewerf · Wittewerf · Zedde

Noord-Holland: Steden en dorpen in Noord-Holland      Nederland: Provincies · Gemeenten